# Сулејман ел Обеид
Сулејман Ахмед Заид Обеид (арап. سليمان العبيد; Газа, 24. март 1984 – Појас Газе, 6. август 2025), познат под надимком Палестински Пеле, био је палестински фудбалер који је играо на позицији крилног нападача. Сматра се једним од најбољих палестинских фудбалера те је зато добио надимак по бразилском фудбалеру Пелеу.
Дана 6. августа 2025. Обеид је као цивил убијен од стране израелских окупационих снага док је чекао хуманитарну помоћ за своју породицу током геноцида у Гази. За собом је оставио супругу и петеро деце.